# 高松市立亀阜小学校
高松市立亀阜小学校（たかまつしりつ かめおかしょうがっこう）は、香川県高松市亀岡町にある市立小学校。
校区内の児童自立支援施設、香川県立斯道学園にみねやま分校を設置している。

## 概要
高松市中心部の南西部に位置する小学校である。

## 学校データ
- 児童数：717人（2009年度[1]）
- 児童愛称：かめっこ

学校施設（2008年5月1日時点）
- 普通教室：30教室
- 特別教室：13教室
- 校舎面積：6344m2
- 体育館面積：1001m2

服装規定
- 制服：あり（通年必用）
- 防寒着：あり

## 歴史

### 年表
- 1872年5月7日（明治5年4月1日） - 高松藩藩主松平頼聰の別館「亀阜荘」に県学亀阜学校が開校。
- 1873年（明治6年）4月1日 - 亀阜小学校に改称。紫山学校を併設。
- 1941年（昭和16年）4月1日 - 国民学校令の施行に伴い高松市立亀阜国民学校に改称。
- 1945年（昭和20年）7月4日 - 米軍による無差別絨毯爆撃「高松空襲」で校舎が全焼。
  - 以降、西浜国民学校で授業を行う。
- 1946年（昭和21年）10月1日 - 復興仮校舎が竣工。
- 1947年（昭和22年）4月1日 - 学校教育法の施行に伴い高松市立亀阜小学校に改称。
- 1961年（昭和36年）7月18日 - 鉄筋体育館竣工。
- 1965年（昭和40年）9月8日 - プール竣工。
- 1970年（昭和45年）3月28日 - 鉄筋校舎竣工。
- 2004年（平成16年）4月1日 - 高松市立小中学校全校で3学期制を廃して2学期制を導入。
- 2013年（平成25年）4月1日 - 高松市立小中学校全校で3学期制に移行。

### 全校児童数の推移
中心部におけるドーナツ化現象の進行によって児童数は減少している。
- 1999年度：877人
- 2000年度：844人（-33人）
- 2001年度：848人（+4人）
- 2002年度：834人（-14人）
- 2003年度：811人（-23人）
- 2004年度：813人（+2人）
- 2005年度：758人（-55人）
- 2006年度：771人（+13人）
- 2007年度：738人（-33人）
- 2008年度：728人（-10人）
- 2009年度：717人（-11人）

## 教育目標
- 人間尊重の精神を基盤として、知・徳・体の調和のとれた心豊かで自主的・主体的に実践する子どもを育てる。

児童像
- よく考える子
- がんばりとおす子
- 助け合う子
- 進んでする子

　当校独自の「こだまの誓い」
1. 友達が嫌な気持ちになるようなことはしません。
2. 自分から謝れる子になります。もし、トラブルになったら分かり合えるまで話し合います。
3. 一人ぼっちの友達がいたら声をかけます。
4. いじめられている友達を見つけたら、友達や先生・お家の人に伝えます。
5. いじめを「しない」「させない」「見逃さない」という気持ちで毎日を過ごします。

なお、この約束を守るために全校児童には"こだまバッジ"が配布され、亀と三人の人影が手を繋ぐデザインは、①本校の児童、②本校の職員、③保護者や地域の方々をイメージしてつくられている。

## 通学区域
通学区域は高松市中心部の一部。南は石清尾山塊に沿い、西は香東川、東は中央通り、北は香川県庁や香川大学、摺鉢谷川までの東西に長い一帯を校区としている。
- 高松市
  - 天神前
  - 宮脇町一丁目・二丁目
  - 西宝町一丁目～三丁目
  - 亀岡町
  - 中央町
  - 中新町
  - 旅篭町
  - 藤塚町一丁目1番
  - 中野町
  - 茜町
  - 西町
  - 峰山町
  - 鶴市町1701番～1768番
  - 番町四丁目1番10号、9番～15番
  - 番町五丁目
  - 昭和町一丁目12番4～15号、13番4～19号、14番3～17号
  - 昭和町二丁目13番1、3～5号、16番
  - 幸町2番地1
  - 紫雲町

## 進学先中学校
- 高松市立紫雲中学校

## 校区内の主な施設
- 国道11号中央通り
- 中新町交差点
- JR高徳線栗林公園北口駅
- JR高徳線昭和町駅
- 香川県庁、香川県庁舎
- 高松市消防局
- 高松国税局
- 香川大学
- 英明高等学校
- 香川大学教育学部附属高松小学校
- 峰山公園
- 克軍寺
- 中野天満神社
- 石清尾八幡宮
- 四国新聞社
- 高松市公設花き地方卸売市場

## 交通
- JR高徳線栗林公園北口駅より徒歩7分
- ことでんバス中央病院前バス停より徒歩1分

## 著名な出身者
- 井上愛（バスケットボール選手）
- 白井常信（東京都議会議員）